# Grevskabet Gyldensteen
Grevskabet Gyldensteen er et dansk grevskab oprettet 8. april 1720 for Jean Henri Huguetan d'Odyck af hovedgårdene Gyldensteen, Sandagergård, Oregård, Hugget, Harritslevgård, Uggerslevgård og Jerstrup. Grevskabet blev opløst ved lensafløsningen i 1922.

## Besiddere af lenet
- 1720-1749: Jean Henri Huguetan lensgreve Gyldensteen
- 1749-1752: Marguerite Marie Francoise Isdor Jeansdatter lensgrevinde Huguetan-Gyldensteen gift Knuth
- 1752-1802: Johan Henrik Eggertsen lensgreve Knuth-Gyldensteen
- 1802-1827: Constance Henriette Frederik Johansdatte lensgrevinde Knuth-Gyldensteen gift (1) Bernstorff (2) Stolberg (3) Rantzau (4) de Wansonwitz
- 1827-1837: Andreas Erich Heinrich Ernst lensgreve Bernstorff-Gyldensteen
- 1837-1898: Johan Hartvig Ernst lensgreve Bernstorff-Gyldensteen
- 1898-1922: Hugo Kuno Georg lensgreve Bernstorff-Gyldensteen